# Costești, Vaslui
Costesti là một xã thuộc hạt Vaslui, România. Dân số thời điểm năm 2002 là 3208 người.